# Clorato
L'anione clorato, di formula ClO−3, è l'ossoanione del cloro pentavalente e allo stato di ossidazione +5. Sono detti clorati i sali dell'acido clorico, che contengono questo ione, o i suoi esteri. 

## Struttura
Si rappresenta comunemente questo ione con la struttura di Lewis (O=)2Cl–O-, con 2 legami doppi (Cl=O) e un legame singolo (Cl–O-), la quale farebbe prevedere due diverse distanze di legame Cl-O. Questa formula è però solo una delle tre forme limite equivalenti che sono tra loro in risonanza per questo ione molecolare: questo fa sì che tutti e tre i legami Cl-O e tutti gli angoli OClO siano uguali e che la carica negativa sia anch'essa ugualmente distribuita sui tre atomi di ossigeno. 
L'atomo di cloro, dovendo fare 3 legami sigma con gli ossigeni e avendo un doppietto solitario, ha ibridazione sp3, come avviene anche nello ione perclorato ClO−4, il quale ha lo stesso tipo di risonanza. Gli angoli di legame OClO (106°) sono un po' inferiori al valore teorico (angolo tetraedrico, 109,5°) perché il doppietto solitario, come previsto dalla teoria VSEPR, occupa più spazio angolare di un doppietto di legame. La forma geometrica dello ione clorato è quindi una priramide trigonale, con il cloro al vertice e i tre ossigeni alla base. Le lunghezze di legame (149 pm nel clorato di potassio) sono appena un po' maggiori che nello ione perclorato (144 pm). Lo ione ha 26 elettroni di valenza ed è precisamente isoelettronico con lo ione solfito (SO32–) e, come questo, ha simmetria (gruppo puntuale) C3v.

## Proprietà
I clorati sono potenti ossidanti (E° ClO3– / Cl– = + 1,45 V in soluzione acida), e contengono una grande quantità di ossigeno. Non a caso sono utilizzati in pirotecnica nella formazione di esplosivi, combinati con altre sostanze combustibili. I clorati di metalli pesanti sono particolarmente instabili, e possono decomporsi in maniera esplosiva per frizione o riscaldamento.
Nella pirotecnica moderna i clorati sono sempre meno diffusi, a favore dei perclorati, più stabili e sicuri.

## I clorati
- Clorato di alluminio
- Clorato di ammonio
- Clorato di argento
- Clorato di bario
- Clorato di calcio
- Clorato di litio
- Clorato di potassio
- Clorato di sodio
- Clorato di zinco